# Triple Corona (Rugbi)
En el rugbi, la Triple Corona és un honor disputat anualment per les seleccions no continentals que participen en el Torneig de les Sis Nacions, és a dir, a Anglaterra, Irlanda, Escòcia i Gal·les. Només s'atorga a un d'aquests equips si aconsegueix derrotar els altres tres. Tot i que el Torneig de les Sis Nacions també inclou França i Itàlia, la seva participació en el torneig no té influència en el resultat de la Triple Corona, fet que implica que, quan n'hi ha, el guanyador de la Triple Corona no és necessàriament el guanyador del Torneig en el seu conjunt.
Anglaterra va guanyar la primera Triple Corona – tot i que el terme no s'usava en aquell moment - en l'edició inaugural de la sèrie de 1883. Tradicionalment, la Triple Corona era un honor informal sense cap trofeu associat. No obstant, des de 2006, el campió s'endú un trofeu commemoratiu.

## Terme
Els orígens del nom de la Triple Corona són incerts. El concepte s'equipararia a l'actual del Grand Slam fins a l'edició de 1910, quan amb la incorporació de França (i en el període en què fou expulsada), el guanyador de la triple corona no havia d'haver guanyat necessàriament tots els partits. El primer ús esmentat al Diccionari Anglès d'Oxford és de Whitaker Almanack, que l'any 1900 (en referència al Home Nations Championship 1899) va esmentar: "En el seu últim partit a Cardiff contra Gal·les, Irlanda va guanyar per un assaig a zero, assegurant la triple corona amb tres victòries consecutives, com va fer l'any 1894." La victòria irlandesa del 1894 es va reportar com la Triple Corona per The Irish Times en el que fou, possiblement, la primera vegada que es va escriure aital expressió. El concepte Triple Crown també s'utilitza en altres esports.

## Guanyadors
Hi ha hagut un guanyador de la Triple Corona en 64 de les 119 edicions celebrades des de 1883 fins al a 2015 (12 competicions van ser cancel·lades a causa de les dues guerres mundials). Només dos equips han aconseguit la Triple Corona quatre anys consecutius: Gal·les (1976-1979) i Anglaterra (1995-1998). A diferència del Grand Slam, els guanyadors de la Triple Corona no són necessàriament els guanyadors del torneig, ja que França o Itàlia - o fins i tot un altre dels països d'origen no continental - poden superar al campió de la triple corona en la classificació final. Fins ara, aquesta situació tan sols s'ha donat l'any 2014, quan Irlanda va aconseguir el torneig a pesar de perdre amb Anglaterra, que també havia derrotat Gal·les i Escòcia. En les altres ocasions en les que hi hagut dissonància entre el campió de la Triple Crona i el del Sis Nacions, el guanyador del torneig fou sempre França.

## Història de trofeu
Fins al 2006, cap trofeu real fou atorgat al guanyador de la Triple Corona, pel que sovint se li deia copa invisible. David Merrington, un miner jubilat de South Hetton, al Comtat de Durham, va ideaar un trofeu el 1975 a partir d'un tros de carbó excavat a la mina de Haig Colliery a Cumbria. El trofeu era una corona amb base de quatre costats en què estaven representats una rosa, un trèvol, un card i el Príncep de Gal·les en plomes. El trofeu es conserva en el Museu del Rugby a Twickenham. Per al Torneig de les Sis Nacions 2006, Barry Hooper, Cap de Comunicacions Externes del Royal Bank of Scotland (el principal patrocinador de la competició) va encarregar a la marca Hamilton & Polzades el disseny i elaboració d'un trofeu de la Triple Corona. Aquest trofeu és el que s'ha institucionalitzat i el que ha estat adjudicat des de 2006. Ha estat guanyat tres vegades per Irlanda, dues vegades per Gal·les i un cop per Anglaterra.

## Palmarès

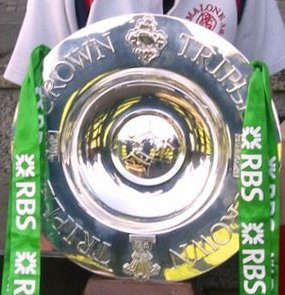
Trofeu de la Triple Corona

| Anglaterra | 25 | 1883, 1884, 1892, 1913, 1914, 1921, 1923, 1924, 1928, 1934, 1937, 1954, 1957, 1960, 1980, 1991, 1992, 1995, 1996, 1997, 1998, 2002, 2003, 2014, 2016 |
| Gal·les    | 21 | 1893, 1900, 1902, 1905, 1908, 1909, 1911, 1950, 1952, 1965, 1969, 1971, 1976, 1977, 1978, 1979, 1988, 2005, 2008, 2012, 2019                         |
| Irlanda    | 11 | 1894, 1899, 1948, 1949, 1982, 1985, 2004, 2006, 2007, 2009, 2018                                                                                     |
| Escòcia    | 10 | 1891, 1895, 1901, 1903, 1907, 1925, 1933, 1938, 1984, 1990                                                                                           |

## Cronologia
| 1883    | Anglaterra             |
| 1884    | Anglaterra             |
| 1891    | Escòcia                |
| 1892    | Anglaterra             |
| 1893    | Gal·les                |
| 1894    | Irlanda                |
| 1895    | Escòcia                |
| 1899    | Irlanda                |
| 1900    | Gal·les                |
| 1901    | Escòcia                |
| 1902    | Gal·les                |
| 1903    | Escòcia                |
| 1905    | Gal·les                |
| 1907    | Escòcia                |
| 1908    | Gal·les                |
| 1909    | Gal·les                |
| 1911    | Gal·les                |
| 1913    | Anglaterra             |
| 1914    | Anglaterra             |
| 1915–19 | Primera Guerra Mundial |
| 1921    | Anglaterra             |
| 1923    | Anglaterra             |
| 1924    | Anglaterra             |
| 1925    | Escòcia                |
| 1928    | Anglaterra             |
| 1933    | Escòcia                |
| 1934    | Anglaterra             |
| 1937    | Anglaterra             |
| 1938    | Escòcia                |
| 1940–46 | Segona Guerra Mundial  |
| 1948    | Irlanda                |
| 1949    | Irlanda                |
| 1950    | Gal·les                |
| 1952    | Gal·les                |
| 1954    | Anglaterra             |
| 1957    | Anglaterra             |
| 1960    | Anglaterra             |
| 1965    | Gal·les                |
| 1969    | Gal·les                |
| 1971    | Gal·les                |
| 1976    | Gal·les                |
| 1977    | Gal·les                |
| 1978    | Gal·les                |
| 1979    | Gal·les                |
| 1980    | Anglaterra             |
| 1982    | Irlanda                |
| 1984    | Escòcia                |
| 1985    | Irlanda                |
| 1988    | Gal·les                |
| 1990    | Escòcia                |
| 1991    | Anglaterra             |
| 1992    | Anglaterra             |
| 1995    | Anglaterra             |
| 1996    | Anglaterra             |
| 1997    | Anglaterra             |
| 1998    | Anglaterra             |
| 2002    | Anglaterra             |
| 2003    | Anglaterra             |
| 2004    | Irlanda                |
| 2005    | Gal·les                |
| 2006    | Irlanda                |
| 2007    | Irlanda                |
| 2008    | Gal·les                |
| 2009    | Irlanda                |
| 2012    | Gal·les                |
| 2014    | Anglaterra             |
| 2016    | Anglaterra             |
| 2018    | Irlanda                |
| 2019    | Gal·les                |